# Iteomyia salicisverruca
Iteomyia salicisverruca är en tvåvingeart som först beskrevs av Osten Sacken 1878.  Iteomyia salicisverruca ingår i släktet Iteomyia och familjen gallmyggor. Inga underarter finns listade i Catalogue of Life.